# Dervis kán
Dervis (? - 1419) az Arany Horda kánja.
Dervis Dzsingisz kán tizedízigleni leszármazottja volt (a leszármazási vonal Dervis-Tukrak-Alti Kurtuk-Tuktaj-Timur Hodzsa-Taktak-Acsik-Ürüngtas-Toga Temür-Dzsocsi-Dzsingisz).
Olyan időszakban került az Arany Horda káni trónjára, amikor azért véres harcok dúltak két párt között; egyrészt a korábbi kán, Toktamis fiai, másrészt a nagyhatalmú Edögej emír vetélkedett érte. Edögej nem lehetett kán, mert nem volt Dzsingisz-leszármazott, ezért báburalkodókat tett meg kánnak, de helyettük ő uralkodott.
1417-ben (vagy 1416-ban) a főváros a Litván Nagyfejedelemség által is támogatott Toktamis-fiú, Dzsabbárberdi kezére jutott. Az Edögej-párt ellenkánja a fiatal és tapasztalatlan Szejjid Ahmed volt, akit azonban alig 45 napos kvázi-uralkodás után megöltek. Edögej következő jelöltje Szejjid Ahmed unokatestvére, Dervis volt; neki már ténylegesen is sikerült a trónra kerülnie, mert 1419-ben (vagy 1417-ben) Dzsabbárberdit elűzték és miközben Litvániába menekült, társai meggyilkolták. Dervisnek tényleges hatalma nem volt, még a pénzein is ott volt Edögej neve az övé mellett.
Rövid idővel később, még 1419-ben Toktamis egyik fiatalabb fia, Kadirberdi megdöntötte a hatalmát és megölte Dervis kánt.

## Fordítás
- Ez a szócikk részben vagy egészben  a(z)   Дервиш-хан (Золотая орда) című orosz Wikipédia-szócikk ezen változatának fordításán alapul.  Az eredeti cikk szerkesztőit annak laptörténete sorolja fel. Ez a jelzés csupán a megfogalmazás eredetét és a szerzői jogokat jelzi, nem szolgál a cikkben szereplő információk forrásmegjelöléseként.